# قائمة أمناء عموم جامعة الدول العربية
هذه قائمة تشمل من شغلوا منصب الأمين العام لجامعة الدول العربية منذ إنشائها سنة 1945 وحتى الآن.

## القائمة
| الأمين العام | الأمين العام | الأمين العام         | تواريخ الميلاد والوفاة | بداية العهدة | نهاية العهدة  | الجنسية | ملاحظات |
| ------------ | ------------ | -------------------- | ---------------------- | ------------ | ------------- | ------- | --- |
| 1            |              | عبد الرحمن عزام      | 1893 - 1976            | 22 مارس 1945 | سبتمبر 1952   | مصر     | |
| 2            |              | عبد الخالق حسونة     | 1898 - 1992            | سبتمبر 1952  | 1 يونيو 1972  | مصر     | |
| 3            |              | محمود رياض           | 1917 - 1992            | 1 يونيو 1972 | مارس 1979     | مصر     | |
| 4            |              | الشاذلي القليبي      | 1925 - 2020            | مارس 1979    | سبتمبر 1990   | تونس    | |
| 5            |              | أحمد عصمت عبد المجيد | 1924 - 2013            | 15 مايو 1991 | 15 مايو 2001  | مصر     | |
| 6            |              | عمرو موسى            | 1936 - الآن            | 15 مايو 2001 | 30 يونيو 2011 | مصر     | |
| 7            |              | نبيل العربي          | 1935 - 2024            | 1 يوليو 2011 | 30 يونيو 2016 | مصر     | في 15 مايو 2011 اختير لمنصب أمين عام جامعة الدول العربية خلفا لعمرو موسى الذي تنتهي ولايته في نهاية يونيو 2011، وذلك بعدما سحبت مصر مرشحها مصطفى الفقي على المنصب، وسحبت قطر مرشحها عبد الرحمن بن حمد العطية لصالح نبيل العربي. |
| 8            |              | أحمد أبو الغيط       | 1942 - الآن            | 1 يوليو 2016 | الآن          | مصر     | في 10 مارس 2016 اختير لمنصب أمين عام جامعة الدول العربية خلفا لنبيل العربي الذي تنتهي ولايته في نهاية يونيو 2016، مع تحفظ قطر على ذلك الاختيار.                                                                                 |